# Det hårda landet
Det hårda landet (engelska: Hard Country) är en amerikansk dramafilm/westernfilm från 1981 i regi av David Greene, med Jan-Michael Vincent och Kim Basinger i huvudrollerna. Filmen hade biopremiär i USA i april 1981. I Sverige har filmen visats två gånger på TV4, år 1997.

## Handling
Filmens handling kretsar kring det unga Texas-paret Jodie och Kyle, som vill göra helt olika saker i livet. Jodie vill fullfölja sina drömmar och lämna Texas för ett liv i storstan i Kalifornien, där hennes väninna har lyckats få en musikkarriär. Kyle å andra sidan vill stanna kvar i Texas och fortsätta jobba på sitt fabriksjobb. Jodie står därmed i valet och kvalet om hon ska stanna kvar med Kyle i Texas, eller om hon ska göra slut med honom och lämna honom för sitt nya liv i Kalifornien.

## Rollista (i urval)
- Jan-Michael Vincent – Kyle
- Kim Basinger – Jodie
- Michael Parks – Royce
- Gailard Sartain – Johnny Bob
- Tanya Tucker – Caroline
- Daryl Hannah – Loretta
- Lewis Van Bergen – Ransom
- Ted Neeley – Wesley
- Richard Lineback – Larry